# 여기보다 어딘가에 (2008년 영화)
"여기보다 어딘가에"는 2008년에 개봉한 대한민국의 영화이다.

## 캐스팅
- 차수연 : 수연 역
- 유하준 : 동호 역
- 방준석 : 현 역
- 배진아 : 연진 역
- 박성일 : 블루드래곤 밴드리더 역
- 유은정 : 성숙 역
- 백봉기 : 석재 역
- 민경옥 : 수연 엄마 역
- 신민규 : 승호 역
- 김지현 : 소라 역
- 최영렬 : 블루드래곤밴드 팀원 1 역
- 김해원 : 블루드래곤밴드 팀원 2 역
- 권오광 : 블루드래곤밴드 팀원 3 역
- 이정미 : 피아노학원장 1 역
- 신철 : 피아노학원장 2 역
- 서지원 : 노숙자 역
- 김보영 : 미리 역
- 이재원 : 택시기사 역
- 최지은 : 동대문 손님 역
- 조준현 : 현밴드 팀원 1 역
- 박지수 : 현밴드 팀원 2 역
- 복사라 : 현밴드 팀원 3 역
- 윤부희 : 남학생 1 역
- 조여래 : 남학생 2 역
- 한만욱 : 남학생 3 역
- 박다운 : 여중생 1 역
- 김솔 : 여중생 2 역
- 김민형 : 초등학생 역
- 홍영빈 : 페스티발 접수담당자 역
- 이태일 : 페스티발 사회자 역
- 정대기 : 식당남 역
- 김민홍 : 심사위원 1 역
- 민환기 : 심사위원 2 역
- 이영기 : 심사위원 3 역
- 신용식 : 슈퍼마켓 아저씨 역
- 서하나 : 배드민턴 연인 1 역
- 조형래 : 배드민턴 연인 2 역
- 박지현 : 전화상담원 역
- 최철웅 : 귤남자 역
- 이정심 : 새댁 역
- 이승영 : 연지 남자친구 역
- 이얼 : 수연 아빠 역 (특별출연)
- 김병옥 : 학과장 역 (특별출연)
- 박원상 : 악기가게 점원 역 (특별출연)
- 윤종빈 : PC방 아르바이트 남자 역 (특별출연)
- 방은진 : 공항 안내방송 역 (특별출연)